# Torsten Kälvemark
Karl Ernst Torsten Kälvemark, född 16 januari 1942, död 1 februari 2019, var en svensk statstjänsteman, kulturskribent och författare.
Kälvemark var teologie och filosofie kandidat och arbetade inom centrala högskolemyndigheter från 1971. Han var kulturattaché i London 1989–1992,
redaktionell expert i Högskoleutredningen, chef för internationella avdelningen vid VHS respektive Högskoleverket 1992–1998 och utredare vid Högskoleverket.
Han var engagerad inom Vetenskapsrådet och som extern ledamot i fakultetsnämnden för humaniora och samhällsvetenskap vid Örebro universitet och var 2007–2016 ordförande i styrelsen för Stiftelsen Svenska institutet i Athen. 
Som skribent medverkade han  under många år på Aftonbladets kultursida. 
Han var också kulturskribent och bloggare.